# Hamoon Derafshipour
Hamoon Derafshipour (en persan : هامون درفشی‌پور), né le 22 septembre 1992 dans la province de Kermanchah, est un karatéka iranien réfugié au Canada.

## Biographie
Dans la catégorie des moins de 60 kg, il est médaillé d'argent aux Jeux de la solidarité islamique de 2013 à Palembang puis médaillé d'or aux Championnats d'Asie de karaté 2013 à Dubaï.
Il rencontre lors des compétitions internationales l'ancienne karatéka et désormais entraîneuse de l'équipe nationale féminine de karaté Samira Malekipour, qu'il épouse par la suite. Le couple ouvre une académie de karaté en Iran en 2017.
Il remporte la médaille de bronze dans la catégorie des moins de 67 kg aux Championnats du monde de karaté 2018 à Madrid.
En octobre 2019, il quitte son pays avec sa femme, qui est son entraîneur, pour s'installer au Canada ; elle ne pouvait pas exercer sa fonction pour son mari dans leur pays d'origine en raison des lois en vigueur.
Il fait partie de l'équipe olympique des réfugiés aux Jeux olympiques d'été de 2020 annoncée par le Comité international olympique le 8 juin 2021.